# Mouvement de libération des femmes
Pour les articles homonymes, voir MLF.
Ne pas confondre avec le Mouvement de libération des femmes suisse.
Le Mouvement de libération des femmes (MLF) est un mouvement féministe français autonome et non mixte qui revendique la libre disposition du corps des femmes et remet en question la société patriarcale. Il naît dans le sillage du Women's Lib américain, des événements de mai 1968, des luttes pour le droit à la contraception et à l'avortement amorcées par le Planning familial en France, de toutes les luttes contre les différentes formes d'oppressions et de misogynie, et des revendications à l'égalité de tous les droits, moraux, sexuels, juridiques, économiques, et symboliques. Il remet en cause les formes de militantisme traditionnelles[réf. nécessaire] : il fonctionne par assemblées générales — petits groupes décentralisés —, et possède un répertoire d'actions extra-parlementaires comme l'organisation de manifestations, la création et signature de pétitions, la tenue de réunions publiques, etc.
Les femmes du Mouvement de libération des femmes (le MLF dans son acception la plus large) ont profondément transformé la société et les valeurs dans la seconde moitié du XXe siècle. Elles ont encouragé une modification considérable de la conception des droits des femmes, notamment les réformes du droit à la maîtrise de la fécondité, l'égalité professionnelle et parentale et la loi sur la parité,,.

## Histoire

### Premières années du mouvement

#### La période pré-1971
Entre 1967 et 1970, plusieurs groupes de travail se forment. Une association mixte, Féminin, Masculin, Avenir (FMA), créée au sein du Mouvement démocratique féminin par Anne Zelensky et Jacqueline Feldman, organise depuis 1967 des réunions sur les relations entre les hommes et les femmes. Cette association tient une grande réunion dans la Sorbonne occupée de mai 68 sur le thème des femmes,, puis prend son indépendance, devient non mixte et, en avril 1970, se rebaptise Féminisme, Marxisme, Action. Pour Michelle Zancarini-Fournel, spécialiste de l'histoire française contemporaine, le groupe FMA « constitue le socle généalogique du MLF ».
Des réunions composées uniquement de femmes ont lieu à partir d'octobre 1968, autour de l'écrivaine Monique Wittig, d'Antoinette Fouque, Josiane Chanel, Suzanne Fenn, Gille Wittig, Margaret Stephenson, Marcia Rothenberg, etc., une dizaine de femmes qui travaillent sur la sexualité féminine et sur l'articulation des luttes de femmes aux luttes anti-colonialistes et aux luttes de classe. D'après Monique Wittig, la première réunion d'octobre 1968 est convoquée à son initiative,. En mai 1970, elle cosigne (avec Gille Wittig, Marcia Rothenberg et Margaret Stephenson, devenue Namascar Shaktini) le premier texte féministe français de cette période,,,, « Combat pour la libération de la Femme », publié par la revue L'Idiot international et dans lequel sont présentés les mouvements de libération des femmes américains et anglais. À la même époque, d'autres groupes, parfois éphémères, se constituent : les Oreilles vertes, les Polymorphes perverses, les Petites Marguerites et de nombreux autres.
Le premier meeting public de ce qu'on nommera plus tard le « MLF » a lieu à l'université de Vincennes, au printemps 1970, juste avant la première sortie médiatique du mouvement, le 26 août 1970, quand un groupe d'une dizaine de femmes tente de déposer sous l'Arc de triomphe à Paris, une gerbe de fleurs « à la femme du soldat inconnu » (en solidarité avec la grève des femmes américaines, qui célèbrent ce jour-là le cinquantième anniversaire du suffrage féminin aux États-Unis). Sur leurs banderoles on peut lire : « Il y a plus inconnu que le soldat inconnu, sa femme » ou encore « Un homme sur deux est une femme ».
À l'automne 1970, paraît Libération des femmes, année zéro, un numéro spécial de la revue Partisans fondée en 1961 par l'éditeur anticolonialiste François Maspero, réalisé uniquement par des femmes et rassemblant des témoignages de militantes anonymes, et des textes signés par des Françaises et des Américaines. On lit dans la présentation : {{citationLe phénomène n'est pas limité aux États-Unis. Partout en Europe occidentale, simultanément depuis plus de deux ans, en Angleterre, en Hollande, en Suède et au Danemark, en Allemagne, en France, maintenant en Italie, des groupes de femmes se sont spontanément formés pour réfléchir aux moyens de lutter contre leur oppression}}.
Les premières assemblées générales ont lieu à l'école des Beaux-Arts dès l'automne 1970, le mercredi soir tous les quinze jours,. Le numéro zéro du journal du mouvement, Le Torchon brûle, paraît en décembre 1970 en encart du journal L'Idiot Liberté dirigé par Jean-Edern Hallier.

#### L'année 1971: les actions en banlieue etLe Torchon brûle
En mai 1971, le premier des six numéros du Torchon brûle est distribué en kiosque et couplé avec le journal Tout ! fondé à l'automne dont il reprend une partie des textes; il est édité jusqu'en 1973, et est ouvert à « toutes ». La directrice de publication est Marie Dedieu (1945-2011), mais chaque numéro est réalisé par une équipe différente. On y lit : « Le mouvement, ce sont toutes ces femmes qui se réunissent sur la base de leur révolte pour en mieux comprendre le pourquoi et le comment et pour pouvoir lutter ensemble. Le mouvement de libération des femmes n'est pas une organisation, il n'y a pas et il n'y a pas à avoir d'équipe dirigeante » (éditorial du Torchon brûle no 2).
L'une de ses premières actions est le soutien à la rébellion du foyer pour adolescentes enceintes du Plessis-Robinson, qui avaient entre 13 et 17 ans. Fin 1971, les pensionnaires entament, avec l'aide du MLF, une grève de la faim pour refuser le destin qu'on leur impose: exclues de leur école, marginalisées par leur propre famille, maltraitées. Alertée par le MLF, Simone de Beauvoir est allée à leur rencontre, accompagnée par des journalistes.
En février 1972 à Issy-les-Moulineaux, le Mouvement de libération des femmes a au même moment appuyé, une révolte dans un foyer de mères célibataires : 19 d'entre elles se sont mises en grève de la faim, fondent une crèche « sauvage », et avec l'aide du Secours rouge écrivent une pièce de théâtre jouée sur le marché.

#### La question de l'homosexualité
Bien que le mouvement soit non-mixte, la question de l'homosexualité n'est pas du tout une priorité politique pour le MLF. Il favorise les luttes en faveur de l'avortement et la contraception libres et gratuits et la plupart des « féministes hétérosexuelles, accusées de l'extérieur d'être « toutes lesbiennes » et « mal baisées  », craignent [...] que le fait de mettre plus en avant les revendications homosexuelles ne « discrédite  » le mouvement ». Plusieurs militantes du MLF, sous l'impulsion de Françoise d'Eaubonne, participeront à l'émergence du Front homosexuel d'action révolutionnaire (FHAR) en mars 1971 puis des Gouines rouges.
Malgré les polémiques et les dissensions, les différents groupes se retrouvent ponctuellement, jusqu'en 1976, pour des actions communes : pour le droit à l'avortement, contre les violences faites aux femmes.
Après la publication du numéro 7 de la revue Questions féministes en février 1980, comportant La Pensée straight de Monique Wittig ainsi que l'article « Hétérosexualité et féminisme » d'Emmanuèle de Lesseps, le débat éclate entre lesbiennes et féministes. Pendant plusieurs mois, le Mouvement enchaîne les réunions pour discuter du rapport entre féminisme et hétérosexualité. Ces débats s'achèvent sur la dissolution du collectif et de la revue Questions féministes en octobre 1980 puis par la création de la revue Nouvelles Questions féministes excluant les lesbiennes politiques radicales, qui se mettent alors à publier leurs textes dans la revue américaine Feminist Issues.

#### La question allemande
À la même époque, le Coup de tomate de 1968 de Sigrid Rüger en soutien au discours de la cinéaste Helke Sander donne une visibilité démocratique aux féministes engagées mais respectueuses de la démocratie, dans une Allemagne encore très conservatrice, souvent choquée par des gestes beaucoup plus violents commis par les jeunes hommes dans les combats de rue. Helke Sander se mobilise ensuite pour l'avortement et la contraception, domaines où les mentalités allemandes encore peu évolué, avec d'importantes résistances politiques et sociales. Malgré cela, le pays va légaliser l'avortement un peu avant son voisin français. Dès 1970, seize professeurs de Droit Pénal présentent un premier projet de réforme de l'article 218 du Code Pénal régissant le Droit de l'avortement en Allemagne. Le 26 avril 1974, la Diète fédérale adopte la loi légalisant l'IVG durant les trois premiers mois de la grossesse après une consultation préalable. L'Allemande Alice Schwarzer, ex du journal satirique Pardon, importe en Allemagne la création d'une version allemande du MLF français, qui tient son premier congrès dès les 11 et 12 mars à Francfort peu avant une déclaration publique de 300 allemandes reconnaissant avoir dû avorter, à l'image d'une autre un peu plus tôt en France. Le 6 juin 1971, Stern montre ainsi en première page les visages d'une vingtaine de femmes qui avouent ouvertement « Nous avons avorté ». À l'intérieur du journal on trouve 374 signatures de femmes qui disent avoir commis le même « crime ».

#### Droits à la contraception et à l'avortement (1971-1983)
La libre disposition de son corps et les luttes pour le droit à la contraception et à l'avortement libres et gratuits sont un des premiers moteurs du MLF : « Nous lutterons jusqu'au bout pour la contraception et l'avortement libres et gratuits », lit-on dans le premier numéro du journal Le Torchon brûle dans lequel l'association FMA lance l'appel du Mouvement pour la liberté de l'avortement (MLA). En avril 1971, aux côtés de femmes célèbres, actrices ou écrivaines, de nombreuses militantes du MLF cosignent le « Manifeste des 343 » rédigé par Simone de Beauvoir et publié par Le Nouvel Observateur : « La liste des 343 Françaises qui ont le courage de signer le manifeste Je me suis fait avorter ». Les signataires s'exposent à des poursuites pénales, pouvant aller jusqu'à des peines de prison.
La première grande manifestation de rue appelée par le MLF a lieu le 20 novembre 1971 à Paris, il s'agit d'une marche internationale des femmes pour la contraception et l'avortement libres et gratuits. Comme l'indique Michelle Zancarini-Fournel, « pour la première fois les nouvelles façons de faire des femmes envahissent la rue : pas de service d'ordre, un désordre joyeux, des banderoles et des balons colorés, des danses et des farandoles, des enfants dans des poussettes, et des chansons composées sur des airs connus ». Le procès de Bobigny, qui en octobre 1972 juge une adolescente mineure (qui a avorté à la suite d'un viol) et son « avorteuse », défendues par l'avocate Gisèle Halimi, marque une étape vers la dépénalisation de l'interruption volontaire de grossesse. D'autres associations mixtes, comme le Mouvement pour la liberté de l'avortement et de la contraception (MLAC), lancé en avril 1973 et présidé par Monique Antoine, l'association Choisir la cause des femmes, créée en 1971 par Gisèle Halimi et Simone de Beauvoir et qui défend les signataires du Manifeste des 343, ainsi que le Planning familial, fondé en 1960, appuient les militantes du MLF dans leur combat.
Défendue par la ministre de la Santé Simone Veil, la loi Veil dépénalisant l'avortement, votée par l'Assemblée nationale dans la nuit du 29 novembre 1974, est une victoire pour les féministes qui revendiquaient le droit à l'interruption volontaire de grossesse. Il faut attendre 1979 pour que cette loi soit rendue définitive.
En 1974, un premier secrétariat d'État à la Condition féminine est créé en France, avec à sa tête la journaliste Françoise Giroud. Le fossé s'élargit entre les réformistes et celles qui tiennent à l'indépendance du Mouvement. En 1975 a lieu la première Année internationale de la femme, organisée par les Nations unies.
Ministre des Droits des femmes du gouvernement socialiste de 1981 à 1986, Yvette Roudy fait voter la loi Roudy pour l'IVG du 31 décembre 1982, autorisant le remboursement de l'interruption volontaire de grossesse, puis la loi Roudy pour la parité du 13 juillet 1983, imposant l'égalité des hommes et des femmes dans les institutions politiques.

### Tendances principales
On distingue plusieurs tendances principales dans le MLF.

#### Marxisme
La tendance « Lutte des classes/Lutte des femmes » tente d'associer l'analyse marxiste et la revendication féministe, et prône la double militance : au MLF pour les questions des femmes, dans les organisations politiques de gauche pour la « politique générale » ayant analysé qu'il y avait un lien important entre ces luttes bien qu'il puisse y avoir affrontement sur la question spécifique des femmes. Cette politique est défendue à l'origine par le cercle Élisabeth Dmitrieff qui s'impliqua dans le MLF dès le début 1970 pour un mouvement autonome et non mixte et dans la campagne du manifeste des 343 pour la contraception et l'avortement.

#### Féminisme
La tendance féministe se subdivise entre féministes radicales et féministes réformistes. Pour les radicales comme Monique Wittig, il s'agit d'accéder au lesbianisme et d'abolir le terme « femme » marqué par l'oppression : à l'horizon le « genre », et ce qui se nommera le « queer ». Christine Delphy, pour qui les femmes constituent une classe définie par l'obligation de « fournir des services domestiques gratuits », préconise la prise de pouvoir par les femmes pour parvenir « à la destruction totale du système de production et de reproduction patriarcal ». L'orientation réformiste s'incarne dans la Ligue du droit des femmes, présidée par Simone de Beauvoir, et dans plusieurs collectifs d'aide aux femmes (tels que SOS Femmes violées).

#### Psychanalyse
Le collectif Psychanalyse et Politique, développé autour d'Antoinette Fouque, se présente comme « une tendance politique du mouvement » dans son manifeste « D'une tendance » et propose une articulation de l'inconscient et de l'histoire qui a fait la spécificité d'une partie du mouvement français. Antoinette Fouque veut « faire émerger le sujet femme » et dégager, contre le dogme freudien, une autre libido qu'elle appellera bientôt « libido 2 » ou « libido utérine ». Cette tendance du MLF, financée par la militante et mécène Sylvina Boissonnas, est à l'origine des Éditions des femmes (1973), des « librairies des femmes » à Paris (1974-1999), Marseille (1976-1989) et Lyon (1977-1988), du journal Le Quotidien des femmes en 1974, du mensuel et de l'hebdomadaire Des femmes en mouvements (1977-1982).

#### Écologisme
Le groupe Écologie et Féminisme, animé à partir de 1972 par Françoise d'Eaubonne, défend l'idée que l'écologie « science qui étudie les rapports des êtres vivants entre eux et le milieu physique où ils évoluent comprend, par définition, le rapport des sexes et de la natalité qui s'ensuit ».

### Polémiques autour du MLF

#### De l'association à la «marque MLF»
En octobre 1979, Antoinette Fouque enregistre une association loi de 1901, « Mouvement de Libération des Femmes - MLF »,, dont elle est présidente, Marie-Claude Grumbach, secrétaire et Sylvina Boissonnas, trésorière. En novembre 1979, elle dépose la marque et le sigle MLF à l'Institut national de la Propriété Industrielle (INPI), sans consultation préalable de l'ensemble du Mouvement,, mais en déclarant a posteriori qu'elle désirait le protéger d'une récupération partisane ou d'un usage commercial à un moment où le mouvement était « abandonné » et « menacé d'émiettement ou de détournement par les partis ».
Ce geste d'appropriation d'un bien collectif, vécu « comme une tentative de prise de pouvoir par Fouque de tout le mouvement », déclenche une importante polémique qui entraîne l'éclatement du Mouvement,, et est aussitôt relayée par les médias. Dans un encart publicitaire paru dans Le Monde du 6 mars 1982, « des femmes du Mouvement de Libération des Femmes » affirment que : « la désignation abusive d'autres mouvements ou groupes de femmes par l'appellation Mouvement de Libération des Femmes constitue une violation de notre droit à notre nom », interdisant ainsi à d'autres femmes ou groupes de femmes de se réclamer du MLF.
Pour l'historienne Françoise Picq, « une telle spoliation a peu d'équivalent dans l'histoire du mouvement social ». Pour Catherine Rodgers, spécialiste de la théorie féministe, « la querelle, qui représente un des événements les plus pénibles de l'histoire du mouvement, a certainement entaché le travail de Psych et Po [Psychanalyse et Politique], et le nom de son animatrice ». Pour Christine Bard, historienne et responsable des Archives du féminisme : « Le mouvement en sort affaibli et perd des militantes… ». Pour le sociologue Sam Bourcier, il s'agit d'un « coup capitalistique » à l'origine d'un « choc politique » particulièrement « violent ». En mars 1982, Antoinette Fouque se dégage de toute responsabilité politique à l'association MLF déposé, puis en 1983 s'exile aux États-Unis. À son retour en 1989, elle crée l'Alliance des Femmes pour la Démocratie.

#### Sur les origines du Mouvement
Sam Bourcier explique qu'avant 1970, les féministes préfèrent l'auto-détermination « Mouvement » pour parler du MLF. Ce terme suffisamment englobant « devait permettre de résister à toute nomination venue de l'extérieur et éviter une appropriation restreinte et non représentative des multiples tendances féministes françaises ». Ce n'est qu'après l'action spectaculaire de l'Arc de Triomphe en août 1970 que les médias auraient siglé le mouvement « MLF ».
Au début des années 1990, on lit pour la première fois dans des médias français que le « MLF a été fondé en 1970 par Antoinette Fouque, Josiane Chanel et Monique Wittig », une revendication rectifiée par d'autres militantes dans une mise au point publiée dans Le Monde : « Mme Antoinette Fouque, élue sur la liste européenne conduite par M. Bernard Tapie, ne saurait être la seule fondatrice du Mouvement de libération des femmes, qui fut l'émanation d'un collectif d'associations ».
En octobre 2008, des historien(ne)s et plusieurs centaines de militantes historiques du MLF répondent à la tentative d'Antoinette Fouque de célébrer prématurément les « 40 ans » du Mouvement, et s'expriment publiquement dans Libération,, Le Figaro, Le Monde et L'Humanité.
Dans l'article du quotidien Le Monde du 10 octobre 2008, « Le féminisme pour les nuls », l'essayiste Caroline Fourest parle de « canular médiatique » à propos des « quarante ans du MLF » : « Cette date ne correspond à rien... si ce n'est à l'anniversaire d'Antoinette Fouque... Rappelons cette vérité simple : personne n'a fondé le Mouvement de libération des femmes ». Le 15 décembre suivant, en droit de réponse, Le Monde publie une lettre d'Antoinette Fouque qui maintient et précise sa version des faits : « C'est bien un jour d'octobre 1968 que le MLF est né. Le 1er octobre, Monique Wittig, Josiane Chanel et moi-même, nous avons proposé pour la première fois une réunion entre femmes. Nous venions d'un comité d'action culturelle (le CRAC) créé en mai 1968 dans la Sorbonne occupée ». Antoinette Fouque affirme que « faire de l'année 1970, l'année zéro du MLF » revient à substituer « la reconnaissance du MLF par les médias […] à sa naissance réelle ».
En décembre 2008, la revue ProChoix dans son numéro 46 revient sur la controverse avec l'enquête « MLF, Le mythe des origines » : « Le mouvement de libération des femmes n'a jamais été structuré comme un parti ou une organisation politique. Il ne saurait y avoir de fondation d'un mouvement, par définition multiforme et ouvert ». Dans un entretien inédit avec Monique Wittig sur les débuts du MLF, réalisé en 1979 par la militante et sociologue Josy Thibaut, la théoricienne féministe proteste contre l'appropriation du MLF par Antoinette Fouque : « […] j'étais la seule à penser à un mouvement de libération des femmes à ce moment-là, c'est pour ça que je devrais revendiquer le MLF. Attends, je vais le dire, pour que ce soit polémique, et pour dire après pourquoi ça me paraît si injuste, pourquoi ça n'a pas de sens… ».
Selon l'historienne Bibia Pavard, « tout le monde, historiens comme acteurs, s'accorde à faire commencer l'histoire du Mouvement de Libération des Femmes en 1968. Il naît dans le sillage de la révolte de Mai, et pourtant il s'inscrit contre lui ». Cette historienne définit cependant l'emploi du terme MLF comme « l'ensemble des femmes qui s'engagent politiquement dans la lutte des femmes au sein de divers groupes et qui forment un mouvement à partir de 1970, mouvement dont elles reconnaissent faire partie ». Sylvie Chaperon, également historienne, déplore quant à elle « la vision mythique d'un MLF surgi tout armé du néant perdurant dans l'historiographie », estimant que « les années 1960, et plus généralement celles qui séparent l'après-guerre de la naissance du MLF, forment donc un espace matriciel, le lieu où s'opère une lente et discrète gestation ». Cette spécialiste de l'histoire du féminisme situe « la naissance du MLF… du printemps à l'automne 1970 » et écrit que « 1970 est le 1968 des femmes ». Pour Jacqueline Feldman, militante historique du Mouvement, « le MLF est né en 1970 de plusieurs groupes indépendants. Ce qui a fait le mouvement de libération des femmes, c'est la diffusion soudaine, imprévue, imprévisible d'une sensibilité sociale… Aucune personne déterminée ne peut donc être à son origine ».

### Historiographie
À partir de la fin des années 1970, plusieurs ouvrages paraissent sur ce thème, en majorité écrits par des militantes du mouvement : Annie Sugier et Anne Zelensky en 1977 (sous pseudonyme), Naty Garcia Guadilla en 1981 ou Monique Rémy en 1990. Des chercheurs, comme Claire Duchen en 1986, se sont également penchés sur le sujet.
2010, « une année propice à la réflexion sur la mémoire des féministes, en raison surtout des quarante ans du MLF », est l'occasion d'un surcroît de publications : « Des archives sont sorties des tiroirs, ont été publiées ou mises en ligne. Des livres ont été réédités. Des colloques ont été organisés par les différents courants. Il y a eu des expositions de photos, d'affiches, d'œuvres ; des projections de films ou de vidéos, des fêtes, des manifestations »,.
Néanmoins, l'échelle de prédilection de cette histoire reste nationale et les études relatives au MLF portent principalement sur Paris et sa région. En 2012, Christine Bard coordonne un ouvrage consacré au féminisme de la deuxième vague. Consciente de cette « survisibilité parisienne », elle explique qu'il « faudrait faire l'histoire, en distinguant le féminisme réel et le féminisme perçu — plus social, moins bourgeois, moins Parisien, moins intellectuel que le premier ». Quelques travaux commencent aujourd'hui à analyser le développement du mouvement en s'appuyant sur différentes échelles d'analyses,,,,.
L'histoire de la « fondation » du MLF pose parfois un problème historiographique, mais sa chronologie repose désormais sur un nombre croissant de travaux d'historiens et des témoignages oraux et écrits des actrices, toutefois parfois contradictoires et polémiques,.

## Premières publications
- L'Idiot international no 6, « Combat pour la libération de la femme », Monique Wittig, Gille Wittig, Marcia Rothenberg, Margaret Stephenson, Paris, mai 1970, pp. 13-16 ; (en) « For a Women's Liberation Movement », traduction de Namascar Shaktini, On Monique Wittig, Theoretical, Political and Literary Essays, University of Illinois Press, 2005, pp. 21-34.
- Partisans no 54-55, Libération des femmes Année Zéro, Maspéro, juillet-octobre 1970 ; Petite collection Maspéro, 1974, 192 pages.
- Le torchon brûle, 1971-1973, 6 numéros (réédition aux Éditions des femmes, Paris, 1982).
- Les Cahiers du Grif, 1973-1978, 20 numéros.
- Choisir, 1973-1980.
- La Moitié du ciel, 1973-1976.
- Les Pétroleuses, 1974-1976.
- Femmes travailleuses en lutte, 1974-1978.
- Le Quotidien des femmes, 10 numéros du 23 novembre 1974 au 25 juin 1976.
- Les Femmes s'entêtent, 1975.
- Sorcières, 1976-1981, 17 numéros.
- Histoires d'Elles, 1977-1980, 22 numéros.
- La Revue d'en face, 1977-1980.
- Bécassines en lutte, 1977.
- Des femmes en mouvements, mensuel, 11 numéros, décembre 1977 à janvier 1979 (coffret réédité aux Éditions des femmes).
- F Magazine, mensuel, 1978-1982.
- Des femmes en mouvements, hebdomadaire, 101 numéros, du 20 octobre 1979 au 16 juillet 1982.
- Questions féministes, 1977-1980.
- Jamais contentes !, 1979-1980.
- Nouvelles Questions féministes (à partir de 1981)